# Fernand Dumont
Fernand Dumont (Hertain, 12 oktober 1919 - Sint-Lambrechts-Woluwe, 7 februari 1994) was een Belgische politicus voor de PSC. Hij was burgemeester van Doornik.

## Levensloop
Dumont, die afstudeerde als doctor in de rechten, nam in 1964 voor het eerst deel aan de gemeenteraadsverkiezingen. Hij werd verkozen tot gemeenteraadslid voor de PSC in Doornik en werd schepen van burgerlijke stand. Zes jaar later was hij lijsttrekker en na de verkiezingen werd hij benoemd tot burgemeester van Doornik. Hij volgde in deze hoedanigheid Jean Hachez op. Hij bleef burgemeester tot 1976, hij was daarmee de laatste burgemeester vóór de fusie van 1976. In 1977 werd Dumont opgevolgd door Raoul Van Spitael (PS). Zelf werd hij schepen van handel en landbouw.